# Красная книга СССР

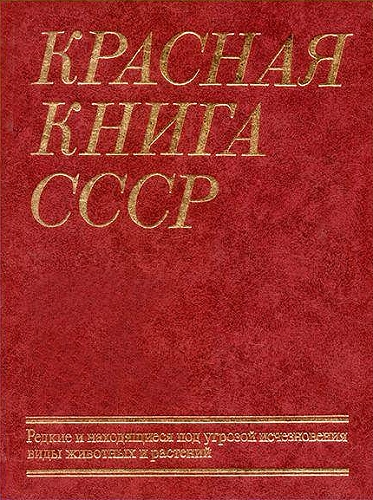
Красная книга СССР, первое издание, 1978 г.

«Красная книга СССР» — аннотированный список редких и находящихся под угрозой исчезновения видов животных, растений и грибов, обитавших на территории Союза Советских Социалистических Республик.
Первое издание Красной книги СССР вышло в свет в августе 1978 года. Выпуск её был приурочен к открытию XIV Генеральной ассамблеи МСОП, проходившей в СССР (Ашхабад).
Второе издание Красной книги СССР увидело свет в 1984 году.

## Структура

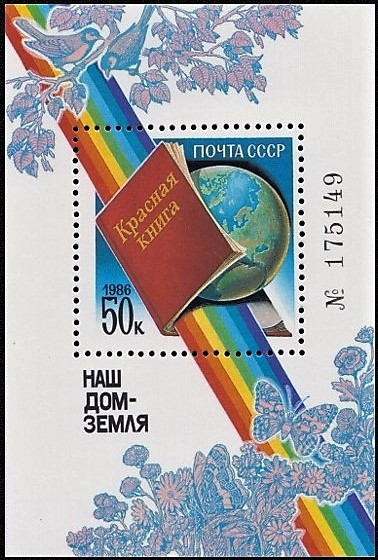
Почтовый блок СССР, 1986: «Наш дом — Земля» (Красная книга), художник Юрий Левиновский

Красная книга СССР разделена на две части. Первая посвящена животным, вторая — растениям. План рубрикации листов, посвящённых животным и растениям, различен.
Для животных приняты следующие рубрики:
- название и систематическое положение вида
- категория статуса
- географическое распространение
- характеристика мест обитания и их современное состояние
- численность в природе
- характеристика процесса размножения
- конкуренты, враги и болезни
- причины изменения численности
- численность в неволе
- характеристика размножения в неволе
- принятые меры охраны
- необходимые меры охраны
- источники информации

Все эти рубрики заполняются для каждого вида редких животных. Таким образом, информация по каждому виду более многообразна, чем в Красной книге МСОП. Но в первом издании Красной книги СССР принята более упрощенная шкала категорий статуса. Для растений рассматриваются лишь две категории:
- виды, находящиеся под угрозой исчезновения (Категория А)
- редкие виды (Категория Б)

В категорию А были прежде всего занесены виды, вошедшие в Красную книгу МСОП (третье издание) и обитающие на территории СССР (этот принцип сохранился и впоследствии). Всего же в Красную книгу СССР было занесено 62 вида и подвида млекопитающих (25 форм отнесено к категории А и 37 — к категории Б), 63 вида птиц (26 видов к категории А и 37 — к категории Б), 8 видов земноводных и 21 вид пресмыкающихся. По каждому виду на соответствующем листе имеются рисунок и карта распространения.
Сама по себе Красная книга СССР не имела силы государственного юридического акта. Вместе с тем, в соответствии с Положением о Красной книге СССР, занесение в неё какого-либо вида означало установление запрета на его добывание, возлагало на соответствующие государственные органы обязательства по охране как самого вида, так и его местообитаний. В этом аспекте Красная книга СССР была основой для законодательной защиты редких видов. Одновременно её следует рассматривать как научно обоснованную программу практических мероприятий по спасению редких видов.
Красная книга СССР, как и Красная книга МСОП, должна была пополняться и дорабатываться, в соответствии с изменениями экологической ситуации в стране, появлением новых знаний о животных, совершенствованием методов их охраны. Поэтому сразу после выхода в свет Красной книги СССР (а возможно и раньше) начался сбор материалов для второго её издания. Благодаря исключительно интенсивной работе группы высококлассных специалистов второе издание было опубликовано через шесть лет после первого, в 1984 году. Оно принципиально отличалось от первого и по структуре, и по объёму материала.

## Категории
Разница заключалась прежде всего в том, что значительно расширился спектр крупных таксонов животных, вошедших в новое издание. В частности, в него вошли помимо четырёх классов наземных позвоночных рыбы, членистоногие, моллюски и кольчатые черви. Красная книга растений была опубликована отдельным томом. Кроме того, вместо двух категорий статуса было выделено пять, как и в третьем издании Красной книги МСОП, причём и формулировки категорий практически были заимствованы из неё же:
- I категория — виды, находящиеся под угрозой исчезновения, спасение которых невозможно без осуществления специальных мер.
- II категория — виды, численность которых ещё относительно высока, но сокращается катастрофически быстро, что в недалёком будущем может поставить их под угрозу исчезновения (то есть кандидаты в I категорию).
- III категория — редкие виды, которым в настоящее время ещё не грозит исчезновение, но встречаются они в таком небольшом количестве или на таких ограниченных территориях, что могут исчезнуть при неблагоприятном изменении среды обитания под воздействием природных или антропогенных факторов.
- IV категория — виды, биология которых изучена недостаточно, численность и состояние вызывают тревогу, однако недостаток сведений не позволяет отнести их ни к одной из первых категорий.
- V категория — восстановленные виды, состояние которых благодаря принятым мерам охраны не вызывает более опасений, но они не подлежат ещё промысловому использованию и за их популяциями необходим постоянный контроль.

Всего в это издание было занесено 223 таксона, включая виды, подвиды и популяции наземных позвоночных (занесение подвидов и популяций в этом издании также стало новшеством). По охвату видового состава фауны эти таксоны распределялись следующим образом: млекопитающие — 96 таксонов, птицы — 80, рептилии — 37 и амфибии — 9 таксонов. По категориям статуса распределение в принципе было довольно равномерным: из млекопитающих 21 таксон был отнесен к первой категории, 20 — ко второй, 40 — к третьей, 11 — к четвёртой и 4 — к пятой категории; из класса птиц соответственно 21, 24, 17, 14 и 4 таксонов; из рептилий — 7, 7, 16, 6 и 1; из амфибий — 1, 6, и 2 (таксонов, относимых к четвёртой и пятой категориям среди амфибий не оказалось).
В этом издании был собран значительный материал по биологии редких видов, который используется ещё и в настоящее время. Этот же материал в значительной степени лег в основу республиканских красных книг, а позже и в Красную книгу Российской Федерации. Это издание Красной книги СССР было опубликовано уже после принятия Закона «Об охране и использовании животного мира», что означало введение особых мер охраны редких видов.